# Gródek stożkowaty w Starych Tarnowicach
Gródek stożkowaty w Starych Tarnowicach – późnośredniowieczny gródek rycerski z XIV–XV wieku, będący pierwotną siedzibą właścicieli wsi Tarnowice, która dała początek miastu Tarnowskie Góry. Jeden z nielicznych tego typu zabytków na Górnym Śląsku .
Obiekt jest wpisany do rejestru zabytków archeologicznych (nr rej. C/1332/85 z 5 czerwca 1985) , znajduje się w Gminnej Ewidencji Zabytków Miasta Tarnowskie Góry  oraz jako stanowisko archeologiczne figuruje w Archeologicznym Zdjęciu Polski (AZP 94-46/1, stanowisko 8) .

## Lokalizacja
Obiekt znajduje się w zachodniej części Tarnowskich Gór, w dzielnicy Stare Tarnowice, w zadrzewieniu (dawniej łąka zwana polem organisty ) między ulicami: Kardynała Stefana Wyszyńskiego, Mieczysława Niedziałkowskiego i Repecką. W jego bezpośrednim sąsiedztwie zlokalizowany jest kościół św. Marcina z 1902 roku, zabytkowy gotycki kościół z ok. 1400 roku oraz budynki parafialne .

## Charakterystyka
Gródek ma postać owalnego kopca o wysokości około 2,7 m i średnicy podstawy 17 m w osi północ-południe oraz 13,5 m w osi wschód-zachód. Obiekt otoczony jest słabo współcześnie widoczną fosą, której pierwotna głębokość została określona na 207 cm, a szerokość na 5 m. Obecnie ma ona około 1 metra głębokości i około 5,5-6 m szerokości . Całość założenia (wzniesienie wraz z fosą) zajmuje powierzchnię około 10 arów . 
Na szczycie kopca rośnie okazała lipa drobnolistna, której wiek jest szacowany na około 300-350 lat . Ma ona wysokość 20,5 m i obwód pnia 5,12 m na wysokości 1,30 m . Za zabytek uchodziła już na początku XX wieku , natomiast oficjalnie status pomnika przyrody nadano jej po raz pierwszy w 1955 roku .

## Badania archeologiczne

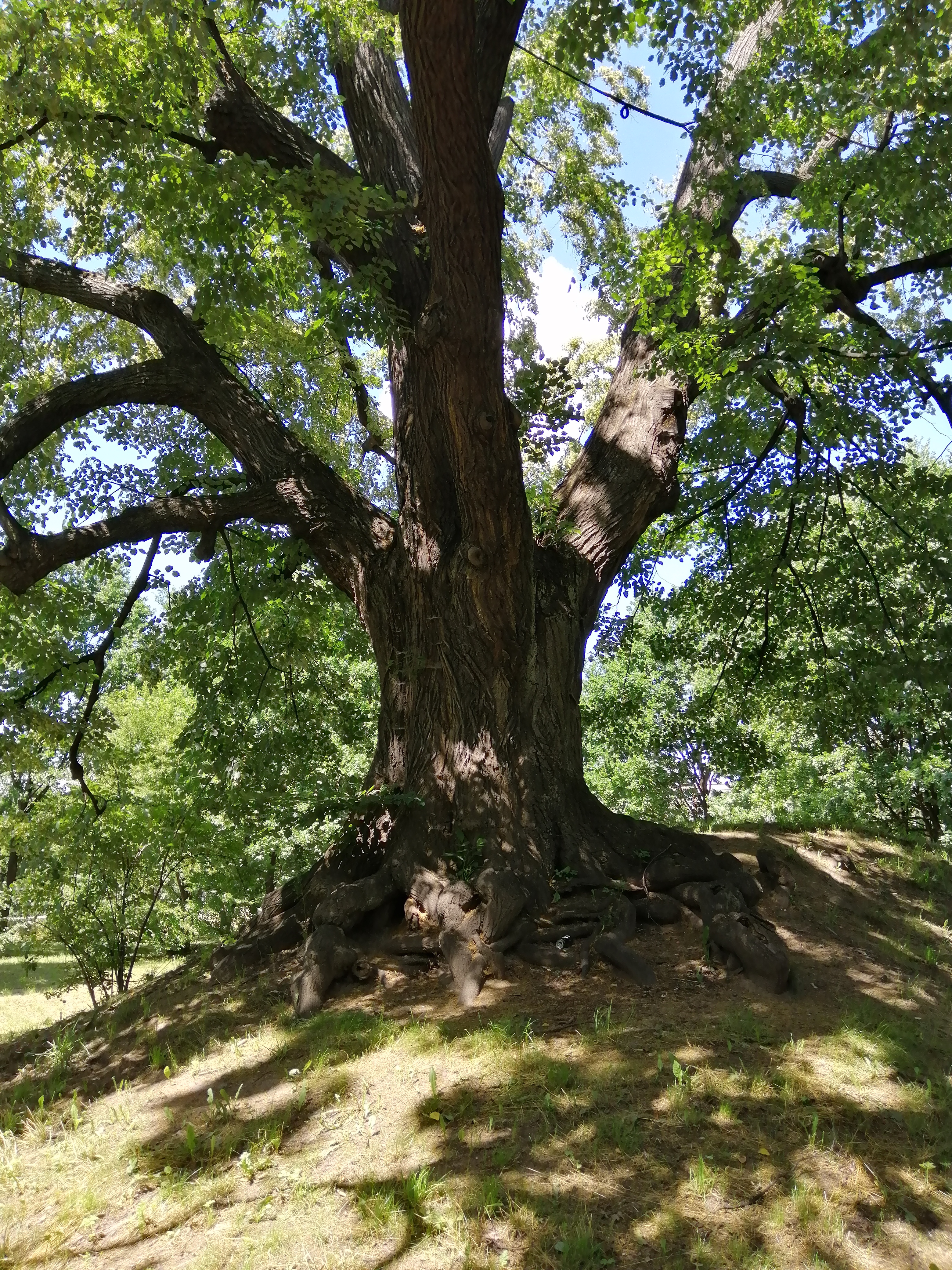
Pomnik przyrody – lipa drobnolistna rosnąca na szczycie wzniesienia

Kompleksowe badania archeologiczne terenu gródka były przeprowadzone w 1983 roku przez zespół dr Heleny Malinowskiej i mgr Grażyny Góral z Muzeum Górnośląskiego w Bytomiu  . Podczas tych badań potwierdzono część dotychczasowych przypuszczeń dotyczących kopca, dokonano również nowych ustaleń.
Jednym z nich było odkrycie faktu, iż wzgórze wskutek wcześniejszych intensywnych przeobrażeń zostało zmniejszone o ponad połowę. Splantowaniu uległa przede wszystkim środkowa i południowa część pagórka, ziemią z której częściowo została zasypana okalająca gródek fosa. Podczas prac archeologicznych wykonano dwa wykopy:
- pierwszy o długości 16 m umożliwił odkrycie wspomnianej fosy o głębokości 207 cm, zasypanej materiałem ceramicznym z XIX wieku,
- drugi przebiegający na zachód od pierwszego, przecinający domniemany majdan, odkrył na głębokości 120 cm spaloną konstrukcję drewnianą, polepę, kamienną podmurówkę oraz fragmenty XIV-wiecznej ceramiki (aktualnie znajdujące się w zbiorach działu archeologii Muzeum Górnośląskiego[13]).

Ostatecznie efekty przeprowadzonych badań pozwoliły jednoznacznie stwierdzić, że w objętym eksploracjami miejscu funkcjonował średniowieczny gródek stożkowaty należący do właścicieli wioski Tarnowice. Konstrukcja została zniszczona przez pożar (podczas badań archeologicznych odkryto duże ilości węgla drzewnego), co prawdopodobnie przyczyniło się do opuszczenia majątku przez Włodków i wybudowania przez nowych właścicieli, ród Wrochemów, nowej siedziby, renesansowego zamku na zachodnim krańcu wsi . Według prof. Jana Drabiny dodatkowymi czynnikami przesądzającymi o stopniowym upadku gródka było założenie nowego miasta – Tarnowskich Gór – w sąsiedztwie wsi, a przede wszystkim intensywny rozwój górnictwa na jego obszarach po 1526 roku.
W późniejszym okresie obiekt był najprawdopodobniej wykorzystywany jako miejsce grzebalne. Świadczyć może o tym materiał kostny znaleziony podczas prac archeologicznych w 1983 roku. Istnieją dwie hipotezy wyjaśniające pochodzenie kości. Według pierwszej, popartej wpisami z księgi zgonów miejscowej parafii, są to szczątki ofiar epidemii tyfusu z 1848 roku. Z kolei druga hipoteza wiąże znalezisko z przebywającymi w tych okolicach podczas wojny trzydziestoletniej wojskami szwedzkimi. Potwierdzeniem tych przypuszczeń ma być rosnąca na szczycie pagórka lipa, która w wierzeniach Szwedów jest symbolem spokoju i której wiek (300-350 lat) uprawdopodabniałby tę hipotezę .
W odniesieniu do rosnącej na szczycie dawnego gródka lipy trudno również jednoznacznie wykluczyć hipotezę, iż została ona zasadzona w 1683 roku. Upamiętniałaby ona wówczas przemarsz króla Jana III Sobieskiego na odsiecz Wiednia, będąc jednym z wielu tzw. drzew Sobieskiego .